# West Hill, Ohio
West Hill är en ort i Trumbull County i delstaten Ohio, USA.